# Denisha Cartwright
Denisha Cartwright (* 28. Dezember 1999 in Nassau) ist eine bahamaische Sprinterin und Hürdenläuferin, die sich auf die 100-Meter-Distanz spezialisiert hat.

## Sportliche Laufbahn
Erste Erfahrungen bei internationalen Meisterschaften sammelte Denisha Cartwright bei den CARIFTA Games 2018 in Nassau, bei denen sie mit 11,87 s in der Vorrunde im 100-Meter-Lauf in der U20-Altersklasse ausschied und mit der bahamaischen 4-mal-100-Meter-Staffel in 45,14 s die Silbermedaille gewann. Im selben Jahr begann sie ein Studium an der Minnesota State University, Mankato in den Vereinigten Staaten. 2021 gewann sie bei den U23-NACAC-Meisterschaften in San José in 11,91 s die Bronzemedaille über 100 Meter hinter der Grenaderin Halle Hazzard und Amya Clarke aus St. Kitts und Nevis. Im Jahr darauf schied sie bei den Commonwealth Games in Birmingham mit 11,85 s und 24,49 s jeweils in der ersten Runde über 100 und 200 Meter aus und anschließend kam sie bei den NACAC-Meisterschaften in Freeport mit 13,56 s nicht über die Vorrunde im 100-Meter-Hürdenlauf hinaus. 2024 nahm sie über 100 m Hürden an den Olympischen Sommerspielen in Paris teil und schied dort mit 13,45 s in der Hoffnungsrunde aus. 
2025 erreichte sie bei den Hallenweltmeisterschaften in Nanjing das Halbfinale im 60-Meter-Hürdenlauf und schied dort mit 8,08 s aus.

## Persönliche Bestzeiten
- 100 Meter: 11,26 s (+2,0 m/s), 23. Mai 2024 in Emporia
  - 60 Meter (Halle): 7,23 s, 23. Februar 2023 in Mankato
- 200 Meter: 22,91 s (+1,9 m/s), 25. Mai 2024 in Emporia
  - 200 Meter (Halle): 23,38 s, 11. März 2023 in Virginia Beach
- 100 m Hürden: 12,60 s (+1,6 m/s), 11. Mai 2024 in Mankato
  - 60 m Hürden (Halle): 7,78 s, 25. Januar 2025 in Iowa City